# Ганчев Володимир Євгенович
Володи́мир Євге́нович Га́нчев — солдат, Державна прикордонна служба України.

## З життєпису
За освітою технік-механік, родина проживає в місті Приморськ.
Мобілізований, солдат прикордонної служби. У червні був у штурмовій групі. 5 липня 2014 року під Новоазовськом зазнав травмувань від вибуху міни. Вогнепальний багатоуламковий перелом на всьому протязі лівої гомілки, ампутовано частину лівої ноги; також множинні осколкові сліпі поранення лівої половини грудної клітки, лівої руки, лівого стегна.
Дали 3-тю групу інвалідності (до прикладу, відсутня фаланга пальця на руці, або цукровий діабет). Вчиться ходити на протезі.

## Нагороди
- орден «За мужність» III ступеня (15.07.2014)